# Elena Salgado
Pour les articles homonymes, voir Salgado.
Elena Salgado Méndez, né à Ourense le 12 mai 1949, est une femme politique espagnole proche du Parti socialiste ouvrier espagnol (PSOE).
Elle a exercé diverses fonctions dans l'administration centrale durant les mandats de Felipe González, entre 1982 et 1996, puis a été nommée ministre de la Santé en 2004 par José Luis Rodríguez Zapatero. Devenue ministre des Administrations publiques en 2007, elle est seconde vice-présidente du gouvernement et ministre de l'Économie et des Finances de 2009 à 2011, lorsqu'elle est promue première vice-présidente.

## Biographie

### Diplômes
Diplômée en génie industriel, et spécialement en techniques énergétiques et en organisation industrielle de l'Université polytechnique de Madrid, Elena Salgado est licenciée en sciences économiques (spécialité structure économique) de l'Université Complutense de Madrid et détient un master en méthodes quantitatives de gestion de l'Ecole d'organisation industrielle.

### Activité professionnelle
Elle commence sa carrière dans l'administration centrale de l'État, sous les différents mandats de Felipe González. 
En 1982, elle devient directrice des études de l'Institut des Petites et moyennes entreprises (PME) du ministère de l'Industrie et de l'Énergie. Elle conserve ce poste pendant deux ans, puis est nommée directrice générale des Coûts de personnel et des Retraites du ministère de l'Économie et des Finances en 1985.
Six ans plus tard, elle prend la direction du secrétariat général aux Communications du ministère des Travaux publics et des Transports.
Après la défaite du Parti socialiste ouvrier espagnol aux législatives du 3 mars 1996, elle quitte la fonction publique et rejoint le secteur privé, notamment des entreprises des télécommunications.

## Engagement politique

### Ministre de la Santé
Le 18 avril 2004, Elena Salgado est nommée ministre de la Santé et de la Consommation dans le premier gouvernement du socialiste José Luis Rodríguez Zapatero.
La principale mesure de son mandat fut l'adoption de la loi anti-tabac, entrée en vigueur le 1er janvier 2006. En novembre suivant, elle tenta sans succès d'être élue au poste de directrice générale de l'Organisation mondiale de la santé (OMS).

### Ministre des Administrations publiques
À l'occasion du remaniement ministériel du 6 juillet 2007, elle prend la succession de Jordi Sevilla comme ministre des Administrations publiques.
Lors des législatives du 9 mars 2008, elle est élue députée de la circonscription de Cantabrie puis reconduite dans le second gouvernement Zapatero le 14 avril.
Afin d'aider les municipalités à financer leurs travaux publics et ainsi dynamiser l'emploi, elle supervise la mise en place d'un fonds d'État doté de 8 milliards d'euros.

### Ministre de l'Économie et des Finances
Le 7 avril 2009, Elena Salgado est nommée deuxième vice-présidente du gouvernement et ministre de l'Économie et des Finances lors d'un important remaniement ministériel. Elle est la première femme à occuper ces postes.
À la fin du mois d'août 2009, elle se dit favorable à une hausse des impôts pour faire face aux conséquences de la crise économique mondiale qui frappe durement l'Espagne.
Ces déclarations sont concrétisées lors de la présentation du projet de budget pour 2010, qui prévoit une hausse de la TVA et de l'impôt sur l'épargne, et la suppression de la déduction fiscale de 400 euros adoptée au début de la législature. Le 9 décembre 2009, à la suite de négociations marathons, elle obtient le soutien de la quasi-totalité des partis régionalistes et nationalistes au Sénat sur son projet de budget, empêchant la chambre haute d'y mettre son veto, une première depuis 2006.
Elle devient vice-présidente du gouvernement espagnol, chargée des Affaires économiques, le 11 juillet 2011, lors du remaniement consécutif à l'investiture d'Alfredo Pérez Rubalcaba comme candidat à la présidence du gouvernement en 2012. Cinq semaines plus tard, elle fait savoir à la direction du PSOE qu'elle n'a pas l'intention d'être candidate aux élections générales du 20 novembre.